# Ски скокове
Ски скоковете са зимен олимпийски спорт. Състезателите скачат от шанца. Всяка година се провежда световна купа, а през две години се провежда световно първенство по ски северни дисциплини. Обикновено през две години се провежда и Световно първенство по ски полети.

## История
Първият ски скачач е норвежкият лейтенант Олаф Рай (Olaf Rye), който през 1809 г. скача 9,5 метра пред публика от други военни. През 1862 г. ски скачачи като Сондре Норхайм (Sondre Norheim) преодоляват много по-големи дистанции.
По време на зимните олимпийски игри в Кортина д'Ампецо през 1956 г. финландският отбор въвежда нов стил на скачане, при който ръцете стоят изпънати до тялото вместо да са над главата като при гмуркане.
През 1970-те години са въведени правила, според които основната цел престава да е максимално дълъг скок, а точното приземяване върху критичната зона. 
Стремежът към по-дълги скокове води до откриването на V-образния стил, при който ските са в разтворена позиция като латинската буква „V“, за разлика от преди, когато ските се държали успоредно една на друга. Този стил е въведен през 1985 г. от шведа Ян Бокльов (Jan Boklöv)
Ски скоковете за мъже са в олимпийската програма от първите зимни олимпийски игри през 1924 г. От игрите в Инсбрук през 1964 г. се провеждат и състезания от голяма шанца, а на игрите в Калгари през 1988 г. дебютира и отборното състезание.
Теглото на скачачите е важен фактор в състезанията. Колкото по-лек е състезателят, толкова по-дълъг скок може да направи. Един килограм разлика в теглото може да доведе до разлика от два до четири метра в дължината на скока. Поради това спортистите често спазват тежки диети, а спортът е сред рисковите спортове по отношение на хранителния дисбаланс. 
На Игрите в Солт Лейк Сити през 2002 г. 22% от ски скачачите са с тегло под минималното за височината им (вж. Индекс на телесната маса). Затова през 2004 г. е въведено правило, което обвързва дължината на ските с височината и теглото на състезателите – при по-ниско тегло дължината на ските трябва да се скъси. Мерките довеждат подобряване в здравословната ситуация на състезателите. 

## Правила
| Калкулационна точка | Точки за разстояние |
| ------------------- | ------------------- |
| 20 – 24             | 4.8                 |
| 25 – 29             | 4.4                 |
| 30 – 34             | 4.0                 |
| 35 – 39             | 3.6                 |
| 40 – 49             | 3.2                 |
| 50 – 59             | 2.8                 |
| 60 – 69             | 2.4                 |
| 70 – 79             | 2.2                 |
| 80 – 99             | 2.0                 |
| 100 – 169           | 1.8                 |
| над 170             | 1.2                 |

Скиорите се засилват по наклон, като скоростта им в състезания за Световната купа в края на наклона е около 90 км/ч. След засилването скачачите скачат във въздуха и приемат V-образна стойка с цел максимална дължина на скока. В Световната купа скоковете са с дължина около 5 секунди. Класирането е базирано на дължина на скока и съдийски оценки за стил.
За всяка шанца се определя средна дължина на скока (калкулационна точка), като състезателите получават 60 точки, ако скочат точно на такава дължина (120 при ски полетите). За всеки метър повече или по-малко се добавят или отнемат точки (вж. таблицата). Оценките за стил се дават от петима съдии от различни националности, като най-силната и най-слабата оценка не се зачитат.

### Дисциплини

#### Индивидуален скок от малка шанца
Индивидуалните състезания от малка шанца започват с квалификационен скок в деня преди състезанието. Най-добрите състезатели за световната купа се класират автоматично, останалите се борят за класиране, като общият брой на състезателите трябва да бъде 50.
На олимпийски игри в деня на състезанието се провеждат два скока, като във втория участват само класиралите се на първите 35 места в класирането от първия скок. Във втората част от състезанието последният класирал се стартира първи, а първият от първия скок стартира последен. Победител е състезателят с най-висок сбор точки от двата скока.
В състезания за Световната купа право да скачат втори път получават първите 30 състезатели. 

#### Индивидуален скок от голяма шанца
Индивидуалните състезания от голяма шанца се провеждат по същия начин като от малка шанца. Повечето състезания за световната купа се провеждат на голяма шанца.

#### Отборно състезание
Отборите се състоят от четирима скачачи от една държава. В първия кръг първо скачат първите скачачи на всички отбори, последвани от вторите, третите и четвъртите. До вторите скокове се допускат само първите осем отбора.

#### Ски полети
Ски полетите са екстремна форма на ски скоковете. Провеждат се на шанци с размер над 185 метра, като на всяка една от тях са възможни полети над 200 метра. Има само пет такива шанци. Това са: Викерсундбакен във Викерсунд, Норвегия; Оберстдорф, Германия; Кулм, Австрия; Леталница, Планица, Словения; и Харахов, Чехия. Шестата шанца Копър пик в Мичиган понастоящем не се използва, но има планове за реконструкцията ѝ по стандартите на ФИС.
В продължение на много години най-голямата шанца е тази в Планица, където са поставени всички световни рекорди по ски скокове до 2011. През 2010 шанцата във Викерсунд е реконструрирана и удължена, с което изпреварва тази в Планица. Още на първото състезание на обновената шанца през февруари 2011 г., в тренировъчен скок норвежецът Йохан Ремен Евенсен скача 243 m, а по-късно през същия ден, в квалификацията, скача 246,5 m. С това Евенсен изпреварва както официалния световен рекорд от 239 m на норвежеца Бьорн Ейнар Роморен, така и най-дългия региситриран скок от 240 m на финландеца Яне Ахонен, и двата постигнати на състезанието в Планица през 2005. (Яне Ахонен пада при приземяването и според правилата на ФИС постижението му не се счита за рекорд). На 14 февруари 2015 отново на шанцата във Викерсунд словенецът Петер Превц подобрява рекорда на Евенсен с 3,5 m, постигайки 250 m. На следващия ден по време на квалификацията Дмитрий Василев скача 254,3 m, но пада при приземяването, а норвежецът Андерс Фанемел по време на първия скок от състезанието постига 251,5 m с което подобрява рекорда на Превц.
ФИС провежда Световно първенство по ски полети от 1972 г. обикновено на всеки две години, но има случаи, когато са провеждани и в последователни години. През 2010 г. световният шампионат се провежда в Планица, а през 2012 – във Викерсунд.

## Ежегодни състезания

### Световна купа
Световната купа по ски скокове през сезон 2009/2010 се провежда в: 
- Куусамо
- Тронхайм
- Харахов
- Енгелберг
- Турнир на четирите шанци
- Тауплиц
- Сапоро
- Закопане
- Оберсдорф
- Клингентал
- Вилиген
- Зимни олимпийски игри във Ванкувър
- Лахти
- Северен турнир
- Планица

През сезон 2011/12 за първи път се провежда Световна купа по ски скокове за жени, състояща се от шестнадесет състезания, от които петнадесет в Европа и едно в Япония. 

### Турнир на четирите шанци
Турнирът на четирите шанци се провежда ежегодно в:
- Оберстдорф
- Гармиш-Партенкирхен
- Инсбрук
- Бишофсхофен

### Северен турнир
Северният турнир се провежда ежегодно в:
- Лахти
- Кьопио
- Лилехамер
- Осло

## Инциденти
Средно на сезон около половината от състезателите за Световната купа се контузват в официални стартове или тренировки.